# Olynthus (bướm)
Olynthus là một chi bướm ngày thuộc họ Lycaenidae.